# Guerre polono-suédoise
Cet article court présente un sujet plus développé dans : Guerre polono-suédoise (1600-1611), Guerre polono-suédoise (1617-1618), Guerre polono-suédoise (1621-1625) et Guerre polono-suédoise (1626-1629).
La guerre polono-suédoise (1600-1629), parfois considérée comme faisant partie de la guerre de Trente Ans, a été deux fois interrompue par des périodes de trêve et peut donc être divisée en :
- Guerre polono-suédoise (1600-1611)
- Guerre polono-suédoise (1617-1618)
- Guerre polono-suédoise (1621-1625) (en)
- Guerre polono-suédoise (1626-1629)

L'éviction de Sigismond III de Pologne du trône Suède en est la cause.